# 譚原信
譚原信，江西龙泉县人，明朝政治人物、進士出身。

## 生平
永樂二年（1404年）甲申科進士。選翰林院庶吉士，編撰永樂大典。